# Luigia Tincani
Luigia Tincani, née le 25 mars 1889 à Chieti en Italie, morte le 31 mai 1976 à Rome, est une religieuse italienne, pédagogue et philosophe. Elle est la fondatrice du Cercle universitaire des femmes catholiques, puis des sœurs de l'union de sainte Catherine de Sienne des missionnaires des écoles, et de l'université libre Maria Santissima Assunta à Rome. 
Le pape Benoît XVI la reconnaît vénérable en 2011.

## Biographie

### Jeunesse et formation
Luigia Tincani naît le 25 mars 1889 à Chieti dans la région des Abruzzes, en Italie. Elle est la benjamine des cinq enfants de Carlo Tincani et Maria Mazzucotelli. Son père est professeur de latin, de grec et directeur des études ; sa mère est réputée intelligente et fervente chrétienne.
Elle passe son enfance et effectue sa scolarité dans les villes où son père est successivement nommé. C'est à Coni que Luigia Tincani reçoit sa première communion et commence à fréquenter l'école.

### Études supérieures, fondation du Cercle universitaire des femmes catholiques
Résidant à Bologne de 1901 à 1909, elle y effectue ses études supérieures et obtient sa maîtrise. Elle commence aussi à y enseigner, au collège Saint Louis des Barnabites. Elle fait la connaissance des Dominicains et entre dans le Tiers-Ordre dominicain. C'est aussi une période de mûrissement de sa vocation, et de recherche ; elle cherche sa voie, se sentant à la fois attirée par la contemplation et la vie apostolique.
Ayant déménagé à Messine à la suite d'un nouvelle affectation de son père, elle découvre la misère qui suit le tremblement de terre de 1908, la souffrance, la pauvreté et l'ignorance. Elle travaille aux côtés de saint Hannibal Marie Di Francia et de saint Luigi Orione avec qui elle se dévoue pour l'enseignement aux orphelins ; elle comprend alors l'importance de l'enseignement pour aider les jeunes. Elle participe aussi à la création de l'Union des femmes de l'Action catholique.
Elle poursuit ses études de philosophie à Rome, à l'université La Sapienza. Elle y rassemble des étudiantes dont elle devient la responsable. Le mouvement qu'elle crée ainsi prend le nom de Cercle universitaire des femmes catholiques romaines,, c'est la première implantation de la Fédération des universitaires catholiques italiens (FUCI) à Rome. Dans ce cadre, elle rencontre Mgr Montini, le futur pape Paul VI, qui l'encourage pour la formation d'un laïcat féminin catholique actif.

### Enseignante
Luigia Tincani enseigne de 1916 à 1929 la pédagogie et la philosophie, d'abord à l'École normale de l'Institut Sainte-Catherine de Rome puis au lycée de Gubbio.
Elle réunit d'autres enseignants partageant son idéal et le goût de la spiritualité dominicaine, et fonde une nouvelle congrégation religieuse, regroupant des enseignants dominicains avec une profonde vie spirituelle, associant la prière et l'étude, ayant la vocation d'être des signes de la présence de Dieu au milieu des jeunes.

### Fondation des missionnaires des écoles
Dans l'église Sainte-Sabine de Rome, elle se consacre à Dieu le 30 avril 1917 en compagnie de sa sœur Bice et de trois autres tertiaires dominicaines. C'est le Père Ludovico Fanfani Dominicain, son conseiller spirituel, qui reçoit leur consécration.
Leurs objectifs sont de vivre la pauvreté en fidélité et en amour, d'alterner leur vie d'enseignement et la vie contemplative, d'enseigner sans signe distinctif de leur appartenance religieuse, pour atteindre plus facilement les jeunes de tous les horizons.
Sept ans plus tard, le 28 août 1924 au couvent dominicaine de Gubbio, les sept religieuses font leur profession. Elles nomment leur nouvelle famille « Union de Sainte Catherine de Sienne ». Le pape Pie XI les appelle en plus « Missionnaires des écoles », leur nom complet devient « Sœurs de l'union de sainte Catherine de Sienne des missionnaires des écoles ». La congrégation reçoit l'approbation diocésaine et est accueillie dans la famille dominicaine.
Luigia Tincani a de multiples activités. Elle s'occupe de guider ses religieuses qui enseignent à Rome et à Gubbio. Les papes Pie XI et Pie XII la consultent et lui confient des travaux sur les questions relatives aux problèmes de l'école catholique ; elle fait partie de la commission d'experts sur le sujet. Elle participe à l'augmentation de la part des laïcs catholiques et dans les associations, à la promotion des femmes, à la formation des religieuses.

### Expansion de l'ordre, fondation de l'université Maria Santissima Assunta

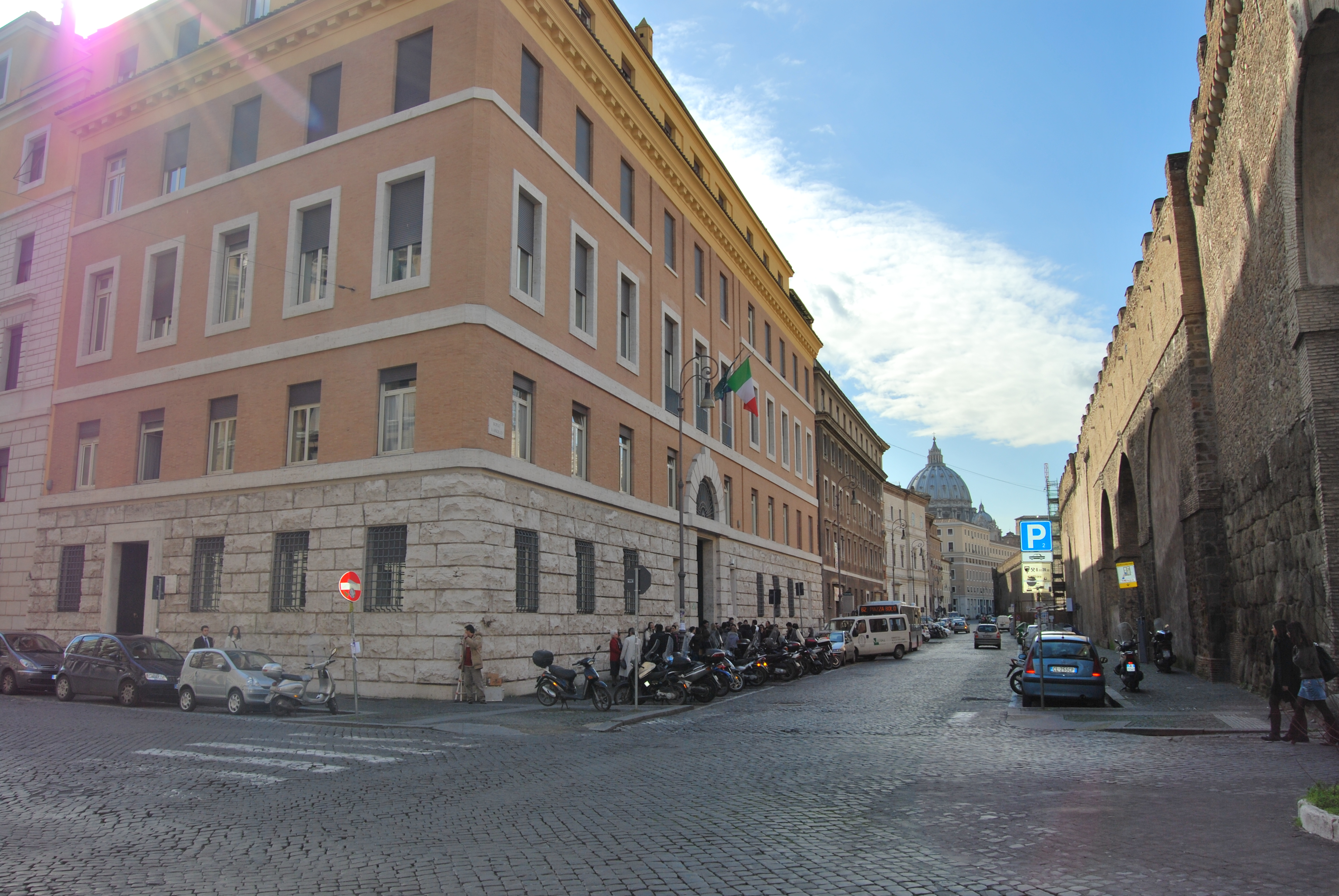
La LUMSA, l'université qu'elle a fondée.

Dans les années 1926-1938, elle s'occupe aussi des étudiants en université. Elle fonde des foyers pour jeunes femmes à Milan, Rome, Palerme et Bologne. Elle accueille en 1933 les premières religieuses indiennes, qui sont à partir de 1948 les pionnières de sa congrégation en Inde et au Pakistan.
Elle fonde en 1931 à Lorette l'Institut Francesco Baracca pour recueillir et élever les orphelins d'aviateurs. Elle fonde ensuite à Rome en 1939 un institut universitaire, appelé « Maria Santissima Assunta » (Marie de la Très Sainte Assomption) pour les religieuses, qui devient une université libre, l'université de Maria Ss. Assunta (LUMSA).
Nommée en 1949 par Pie XII supérieure à vie de l'Union de Sainte Catherine de Sienne (Missionnaires de l'École), elle doit se retirer pour souffrance physique dans le couvent Villa Ave Maria sur la Voie Appienne, mais elle continue de diriger énergiquement sa congrégation et veille sur la formation de le nouvelle génération de missionnaires. Elle fonde de nouveaux établissements en Italie, au Pakistan, en Inde, envoie des missions temporaires en Amérique, en Europe, en Afrique, pour enseigner et servir dans les universités, les hôpitaux et les banlieues.
En 1956-1957, elle crée d'autres groupes missionnaires à Tarente, Bologne, Palerme, Rome ainsi qu'aux États-Unis, puis elle participe avec joie au Concile œcuménique Vatican II et aux nouvelles initiatives,.

### Décès
À cette époque, sa santé s'aggrave, elle devient presque aveugle et souffre d'une tumeur envahissante, mais elle décide d'offrir ses souffrances pour le pape Paul VI et pour l'Église. Elle exhorte ses missionnaires à manifester leur joie et à faire tout le bien qu'elles peuvent autour d'eux.
Mère Luigia Tincani meurt le 31 mai 1976 à Rome. Elle est enterrée dans l'église de Santa Maria sopra Minerva à Rome.

## Procédure en béatification
La procédure pour l'éventuelle béatification de Luigia Tincani est ouverte au plan diocésain et reçoit le 5 décembre 1987 l'avis du Saint-Siège indiquant que rien ne s'oppose à cette enquête. La phase diocésaine une fois close, le dossier est transmis à Rome auprès de la Congrégation pour les causes des saints. 
Le pape Benoît XVI approuve le 27 juin 2011 la reconnaissance de l'héroïcité de ses vertus et la reconnaît ainsi vénérable.

## Publications
La plupart de ses publications sont posthumes.
- Santa Caterina da Siena per la chiesa e per il papa, Rome, Edizioni cateriniane, 1963 (rééd. 1977).
- Egli viene, Rome, Edizioni Cateriniane, 1977.
- Preghiera di lode, Rome, Edizioni Cateriniane, 1978.
- Egli vive, Rome, Edizioni Cateriniane, 1978.
- Egli si offre, Rome, Edizioni cateriniane, 1978.
- Vivendo secondo la verità nella carità. Dagli scritti della Madre Luigia Tincani, Rome, Missionarie della Scuola, 1979.
- Alla scuola di S. Caterina, Rome, Edizioni Cateriniane, 1980.
- Un cammino di pace, Rome, Missionarie della Scuola via Appia Antica, 1980.
- Pensieri, Palermo, De Magistris, 1989.
- Un cammino di amore, Rome, Le missionarie della scuola, 1992.
- La scuola come vocazione, Rome, Studium, 1998.
- Frammenti di quotidianità. Spiritualità domenicana per il nostro tempo, Milan, Àncora, 1998.
- Profili, Rome, Unione S. Caterina da Siena, Missionarie della scuola, 2003.
- Lettere di fondazione, Rome, Studium, 2007 et 2009.
- Lettere della missione, Rome, Studium, 2012.